# Ezaki Badou
Zaki Badou (en árabe: الزاكِي بادو‎), a veces transliterado como Zaki o Ezzaki, conocido profesionalmente como Zaki, (Sidi Kacem, 23 de deciembre  de 1959) es un exfutbolista y entrenador marroquí que se desempeñaba como portero. Actualmente dirige a la selección de Níger.

## Carrera como jugador
Comenzó su carrera en la temporada 1976-1977 con el AS Salé, donde estuvo 2 temporadas. En 1978 fichó por el WAC Casablanca, permaneciendo 8 años. Ganó 1 liga (en 1986, su último año en el WAC) y 2 copas (1979 y 1981). En 1986, tras su gran actuación en el Mundial de México le llegaron ofertas de varios clubs extranjeros y decidió dar el salto a Europa.
Se decidió por el RCD Mallorca, club recién ascendido a la Primera División de España. En los 6 años que estuvo jugó 161 partidos de liga y fue subcampeón de la Copa del Rey en 1991. En su 2.ª temporada con los bermellones, el equipo descendió, pero logró el ascenso justo al año siguiente (1989), en el que Zaki consiguió el Trofeo Zamora de 2.ª División.
En su última temporada, el equipo mallorquín volvió a descender. En ese año, 1992, volvió a Marruecos, jugando una última temporada con el FUS Rabat.

## Carrera como entrenador
Debutó en 1993 en el club en el que se retiró, el FUS Rabat. Desde entonces ha dirigido a varios clubs marroquíes: el WAC Casablanca (en 3 ocasiones), el AS Salé, el SC Chabab Mohammédia, el Maghreb Fès y el Kawkab Marrakech (también en 3 ocasiones distintas). Actualmente entrena al Ittihad Tanger. 
El WAC ha sido el equipo con el que mejores resultados ha tenido. En la temporada 1998-99 fue finalista de la Copa CAF, perdiendo la doble final con el Étoile Sahel Túnez. En la temporada 2008-2009 llegó a la final de la Liga de Campeones Árabe, perdiéndola contra el Espérance, también de Túnez. Y en la siguiente, la 2009-2010 ganó la Botola (liga marroquí).
De 2002 a 2005 rigió los destinos de la selección marroquí. En la edición de 2004 en Túnez, nuevamente un equipo tunecizo le apartó del título. En este caso perdió la final con el anfitrión, la selección de fútbol de Túnez por 2-1. En octubre de 2005, tras no conseguir clasificar a su selección para el Mundial 2006, Zaki Badou presentó su dimisión como seleccionador de Marruecos.
El 12 de marzo de 2023, fue nombrado entrenador de Sudán, y la FA de Arabia Saudita pagó su salario como parte de un acuerdo de cooperación. En agosto del mismo año, anunció su salida de mutuo acuerdo.
En diciembre de 2023, fue oficializado como entrenador de la Selección de Níger hasta el final de las Eliminatorias 2026.

## Selección nacional
Zaki jugó un total de 78 partidos para la selección nacional de Marruecos, debutando en un partido contra Argelia en 1979.
Participó en 4 Copas de África de Naciones, siendo su mejor resultado un tercer puesto en la edición de 1980. Formó parte del combinado marroquí en los juegos olímpicos de Los Ángeles 1984, jugando los 3 partidos de su equipo y cayendo en la fase de grupos.
También participó en el Mundial de 1986 celebrado en México donde tuvo una renombrada actuación. Jugó los 4 partidos de su selección, cayendo contra Alemania Occidental en Octavos de final.

### Como jugador
| Año                            | Sede           | Resultado        |
| ------------------------------ | -------------- | ---------------- |
| Copa Africana de Naciones 1980 | Nigeria        | Tercer lugar     |
| Olimpiadas de Los Ángeles 1984 | Estados Unidos | Primera Fase     |
| Copa Africana de Naciones 1986 | Egipto         | Cuarto lugar     |
| Copa del Mundo de 1986         | México         | Octavos de final |
| Copa Africana de Naciones 1988 | Marruecos      | Cuarto lugar     |
| Copa Africana de Naciones 1992 | Senegal        | Primera fase     |

### Como entrenador
| Año                            | Sede  | Resultado  |
| ------------------------------ | ----- | ---------- |
| Copa Africana de Naciones 2004 | Túnez | Subcampeón |

## Clubes

### Como jugador
| Club           | País      | Año       |
| -------------- | --------- | --------- |
| AS Salé        | Marruecos | 1976-1978 |
| WAC Casablanca | Marruecos | 1978-1986 |
| RCD Mallorca   | España    | 1987-1992 |
| FUS Rabat      | Marruecos | 1992-1993 |

### Como entrenador
| Club                   | País      | Año           |
| ---------------------- | --------- | ------------- |
| FUS Rabat              | Marruecos | 1993-1994     |
| WAC Casablanca         | Marruecos | 1995-1996     |
| AS Salé                | Marruecos | 1996          |
| Chabab Mohammédia      | Marruecos | 1996-1998     |
| WAC Casablanca         | Marruecos | 1998-2000     |
| Kawkab Marrakech       | Marruecos | 2000-2001     |
| Maghreb Fès            | Marruecos | 2001-2002     |
| Selección de Marruecos | Marruecos | 2002-2005     |
| Kawkab Marrakech       | Marruecos | 2006-2007     |
| WAC Casablanca         | Marruecos | 2008-2010     |
| Kawkab Marrakech       | Marruecos | 2010-2012     |
| WAC Casablanca         | Marruecos | 2012-2013     |
| Olympic Safi           | Marruecos | 2013-2014     |
| Selección de Marruecos | Marruecos | 2014-2016     |
| CR Belouizdad          | Argelia   | 2016-2017     |
| Ittihad Tanger         | Marruecos | 2017          |
| MC Oran                | Argelia   | 2018          |
| Difaa El Jadida        | Marruecos | 2019          |
| Ittihad Tanger         | Marruecos | 2022          |
| CS Chebba              | Túnez     | 2022-2023     |
| Selección de Sudán     | Sudán     | 2023          |
| Selección de Níger     | Níger     | 2023-presente |

## Palmarés

### Como jugador

#### Copas nacionales
| Título            | Club           | País      | Año     |
| ----------------- | -------------- | --------- | ------- |
| Copa de Marruecos | WAC Casablanca | Marruecos | 1977-78 |
| Liga de Marruecos | WAC Casablanca | Marruecos | 1978-79 |
| Copa de Marruecos | WAC Casablanca | Marruecos | 1978-79 |
| Trofeo Mohamed V  | WAC Casablanca | Marruecos | 1978-79 |
| Copa de Marruecos | WAC Casablanca | Marruecos | 1980-81 |
| Liga de Marruecos | WAC Casablanca | Marruecos | 1985-86 |

### Como entrenador

#### Copas nacionales
| Título            | Club           | País      | Año     |
| ----------------- | -------------- | --------- | ------- |
| Copa de Marruecos | WAC Casablanca | Marruecos | 1997-98 |
| Copa de Argelia   | CR Belouizdad  | Argelia   | 2016-17 |

### Distinciones individuales
- Balón de oro africano 1986
- Mejor jugador árabe del año: 1986
- Mejor portero marroquí 1978, 1979, 1986
- Mejor jugador marroquí 1979, 1981, 1986, 1988
- Trofeo Zamora 1989
- Mejor portero de la Liga española (canal TVE): 1988, 1989, 1990
- Mejor portero árabe del siglo XX
- Mejor portero africano del siglo XX
- IFFHS El mejor portero de la historia de África